# Wereldbeker schaatsen 2019/2020 - Wereldbekerfinale
De Wereldbeker schaatsen 2019/2020 Wereldbekerfinale was de zesde en laatste wedstrijd van het wereldbekerseizoen die van 7 tot en met 8 maart 2020 plaatsvond in Thialf in Heerenveen, Nederland. Naast de twaalf reguliere onderdelen was er als demonstratieonderdeel een gemengde teamrelay (aflossing).

## Tijdschema
| Datum            | Tijd (CET) | Onderdeel |
| ---------------- | ---------- | --- |
| Zaterdag 7 maart | 14:00      | 1e 500m vrouwen 1e 500m mannen 3000m vrouwen 5000m mannen 1000 m vrouwen 1000 m mannen                            |
| Zondag 8 maart   | 14:00      | 1500m vrouwen 1500m mannen 2e 500m vrouwen 2e 500m mannen massastart vrouwen massastart mannen mixed gender relay |

## Podia

### Mannen
| Wedstrijd  | Goud                     | Tijd              | Zilver                  | Tijd              | Brons                        | Tijd              |
| 1e 500 m   | Tatsuya Shinhama Japan   | 34,31             | Laurent Dubreuil Canada | 34,41(6)          | Kim Jun-ho Zuid-Korea        | 34,41(8)          |
| 2e 500 m   | Tatsuya Shinhama Japan   | 34,07 BR          | Laurent Dubreuil Canada | 34,30             | Yamato Matsui Japan          | 34,36             |
| 1000 m     | Thomas Krol Nederland    | 1.07,85           | Laurent Dubreuil Canada | 1.08,11           | Kai Verbij Nederland         | 1.08,13           |
| 1500 m     | Kjeld Nuis Nederland     | 1.43,00 BR        | Thomas Krol Nederland   | 1.43,30           | Patrick Roest Nederland      | 1.44,00           |
| 5000 m     | Patrick Roest Nederland  | 6.11,15           | Graeme Fish Canada      | 6.12,83           | Ted-Jan Bloemen Canada       | 6.13,72           |
| Massastart | Chung Jae-won Zuid-Korea | 60 punten 7.47,06 | Bart Swings België      | 40 punten 7.47,12 | Joey Mantia Verenigde Staten | 20 punten 7.47,19 |

### Vrouwen
| Wedstrijd  | Goud                      | Tijd              | Zilver                         | Tijd              | Brons                     | Tijd              |
| 1e 500 m   | Vanessa Herzog Oostenrijk | 37,31             | Olga Fatkoelina Rusland        | 37,34             | Nao Kodaira Japan         | 37,39             |
| 2e 500 m   | Angelina Golikova Rusland | 37,02 BR          | Nao Kodaira Japan              | 37,19             | Vanessa Herzog Oostenrijk | 37,25             |
| 1000 m     | Jutta Leerdam Nederland   | 1.13,69           | Brittany Bowe Verenigde Staten | 1.13,98           | Miho Takagi Japan         | 1.13,99           |
| 1500 m     | Ireen Wüst Nederland      | 1.53,10 BR        | Miho Takagi Japan              | 1.53,27           | Melissa Wijfje Nederland  | 1.54,69           |
| 3000 m     | Isabelle Weidemann Canada | 3.59,75           | Antoinette de Jong Nederland   | 4.00,03           | Natalja Voronina Rusland  | 4.01,33           |
| Massastart | Melissa Wijfje Nederland  | 66 punten 8.11,74 | Marina Zoejeva Wit-Rusland     | 45 punten 8.12,54 | Irene Schouten Nederland  | 20 punten 8.30,63 |

### Demonstratieonderdeel
| Wedstrijd          | Goud                                | Tijd    | Zilver                                   | Tijd    | Brons                                              | Tijd    |
| Mixed Gender Relay | China-1 Li Qishi & Alemasi Kahanbai | 2.58.54 | Oostenrijk Vanessa Herzog & Gabriel Odor | 2.58.99 | Canada-1 Ivanie Blondin & Antoine Gélinas-Beaulieu | 3.00.21 |